# Maurice Huggins
Maurice Loyal Huggins, född 19 september 1897 i Berkeley County, West Virginia, USA, död 17 december 1981, var en amerikansk biokemist, som  är mest känd för upptäckten av vätebindning, samt som en tidig förespråkare av sekundärstrukturer i proteiner för ökad stabilitet.
Han invaldes 1968 som utländsk ledamot av svenska Vetenskapsakademien.  

## Biografi
Huggins var son till Amos Williamson Huggins och Mary Abigail Hackley. Han hade minst två systrar, Dorothea Harriet Huggins och Mary Abigail Huggins. 
Huggins disputerade 1922 under Charles Walter Porter vid the Chemistry Laboratory of University of California, Berkeley. År 1941 valdes han till fellow i American Physical Society. Han var anställd som kemist av Eastman Kodak Research Laboratories.

## Vetenskapligt arbete
Huggins trodde att han hade varit den första att föreslå konceptet med vätebindningen, medan han ännu var student under handledning av G. N. Lewis vid Chemical Laboratory vid University of California, Berkeley. Enligt hans notering skrev han en avhandling 1919 där H-bindningen introducerades och tillämpades på tautomeri i acetoacetatisk syra. Tyvärr finns det ingen papperskopia av avhandlingen kvar. Den första externa publikationen av H-bindningen var Wendell Latimer och Worth Rodebush 1920, som citerar Huggins opublicerade arbete i en fotnot. (De var forskarkollegor vid Kemiska laboratoriet.)
År 1937 analyserade Huggins William Astburys β-flakmodeller och insåg att vätebindningen inte kunde fungera som beskrivits eftersom kvävets bindningsgeometri (som då antogs vara tetrahedral) skulle avleda vätet bort från karbonylgruppen. Han föreslog istället att resonans kan spela en roll i att ändra geometrin hos peptidbindningen för att göra vätebindningarna mer linjära. Han sade dock inte uttryckligen att peptidbindningen var plan, vilket betonades av Pauling i en nästan samtidig rapport.
Huggins producerade också en modell av α-helix 1943, ungefär åtta år före den moderna modellen av Linus Pauling, Robert Corey och Herman Branson.